# Hyatt Center
Le Hyatt Center (aussi connu sous le nom de 71 South Wacker) est une tour de bureaux achevée en 2005 à Chicago, dans l'État de l'Illinois. Ce gratte-ciel est fait de verre et d'acier ressemblant fortement à la Tour EDF, un gratte-ciel de La Défense, en France, conçu par la même entreprise Pei Cobb Freed & Partners.
Les 164 000 m2 du bâtiment contiennent au total 50 000 m3 de béton et 12 000 tonnes d'acier. Il a fallu environ 2 700 tracto-pelles chargés de creuser les fondations du bâtiment, et de 1 300 000 heures de travail pendant près de deux ans. 28 ascenseurs à haute vitesse desservent les étages du Hyatt Center.
Le bâtiment dispose d'un vaste aménagement paysager à l'intérieur ; à l'extérieur se trouvent des bosquets de bambou, avec des fontaines, des voûtes en pierre qui entourent les plantes de l'immeuble. Le Hyatt Center contient également des panneaux d'art de Keith Tyson et une fresque en trompe-l'œil dessinée par Ricci Albenda.
Le locataire de l'immeuble est Mayer Brown LLP qui occupe la partie comprise entre le 32e à 45e étage et partage le deuxième étage avec d'autres locataires.